# Ljusterö församling

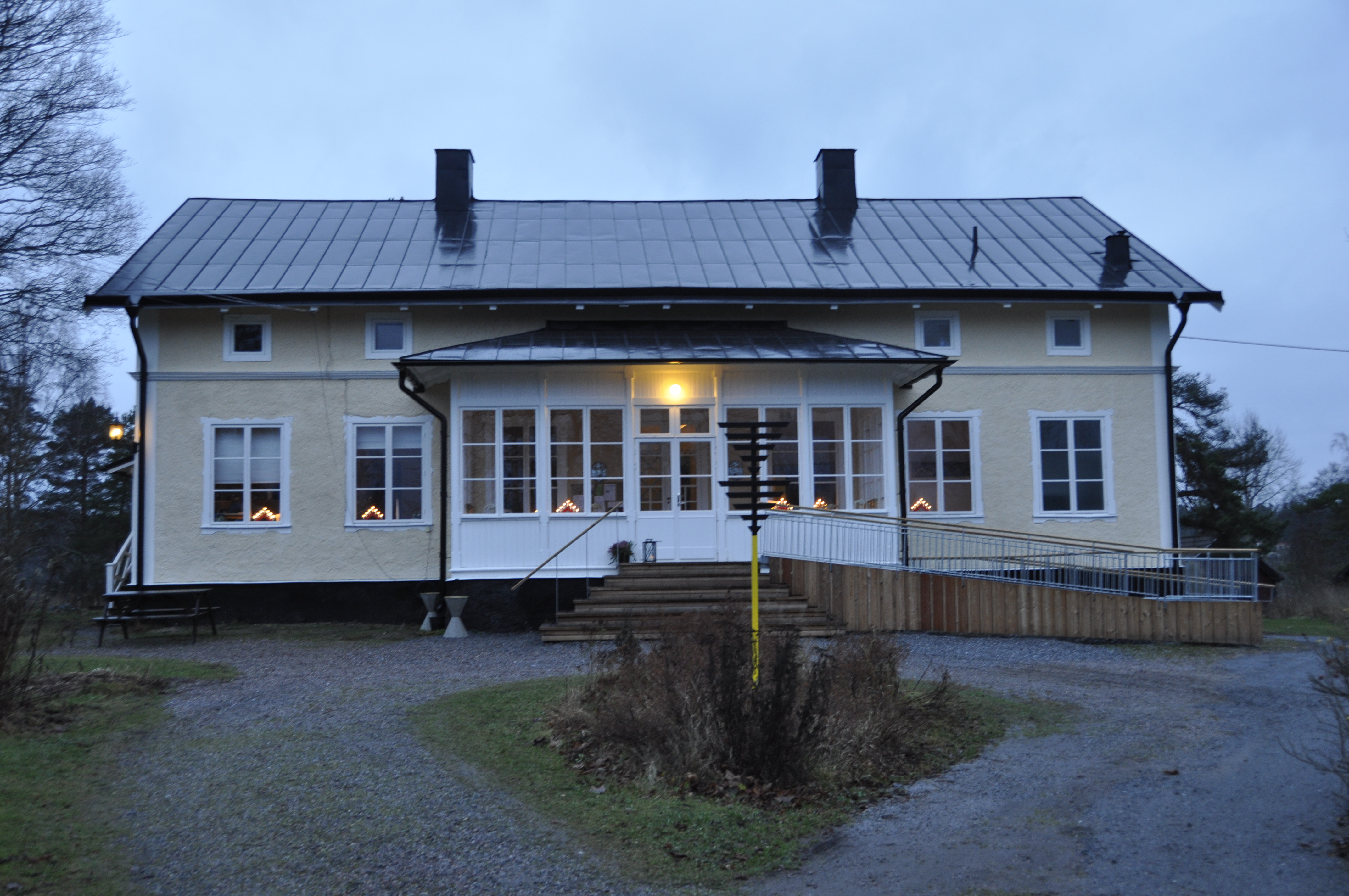
Ljusterö församlingshem, uppförd som prästgård intill Ljusterö kyrka 1870.

Ljusterö församling var en församling i Svenska kyrkan i Stockholms stift och i Österåkers kommun. Församlingen uppgick 1998 i Ljusterö-Kulla församling.

## Administrativ historik
Norra delen av den nuvarande ön tillhörde ursprungligen Riala församling, ur vilken den utbröts 1631 och bildade kapellförsamlingen Norra Ljusterö församling. Södra delen av ön tillhörde ursprungligen Värmdö församling, ur vilken den utbröts på 1600-talet för att bilda kapellförsamlingen Södra Ljusterö församling. Dessa båda kapellförsamlingar sammanslogs 1869 till Ljusterö församling som blev eget pastorat med egen kyrkoherde.  År 1977 blev Ljusterö moderförsamling i pastoratet Ljusterö och Roslags-Kulla. Dessa församlingar slogs 1997 samman till Ljusterö-Kulla församling.

## Kyrkobyggnader
- Ljusterö kyrka